# 王明
王明（1904年5月23日—1974年3月27日），原名陈绍禹（一说陈绍玉），字露清，笔名韶玉、慕石、兆雨、诏玉、绍玉、玉石等，曾化名泰山、风康、石绍禹、绍虞等，俄译化名马马维奇、波波维奇、克劳白夫等:857，安徽金寨县双石乡（现属安徽六安市）码头村人，中国共产党早期领导人之一，曾任中国共产党中央委员会代理总书记。
王明1925年加入中国共产党后，前往莫斯科中山大学学习，1929年回国。1930年以反对“立三路线”“调和主义”为名，反对中共六届三中全会以后的中央，提出左倾政治纲领。在1931年1月的中共六届四中全会上在苏联支持下夺取了中央领导权，出任中共中央代总书记，实际成为中共中央主要负责人。1931年11月，到莫斯科担任中共驻共产国际代表，继续遥控中共。1937年回国，任中共中央书记处书记、中央长江局书记、中共中央统战部部长。延安整风后，王明为首的国际派在党内失势。中华人民共和国成立后，曾任政务院法制委员会主任。1956年，他去苏联就医，后留居苏联，直至1974年3月27日病逝，终年69岁。

## 生平

### 早年生涯
陈绍禹生于清光绪三十年四月初九（1904年5月23日）:1-2。1919年，陈绍禹到金寨志诚小学学习，校长李少樵、国文教员詹谷堂对他影响深刻:138。1920年夏，陈绍禹考入六安的安徽省立第三甲种农业学校:857。在校学习期间，受五四运动影响，也参加了学生活动。1924年初，安徽省教育厅撤换沈子修的校长职务，改派刘先黎担任校长。虽然大多数学生抗议，但陈绍禹因家境贫寒，对新校长表示支持:34。1924年夏，陈绍禹毕业后，以六安县第一名的成绩:36，考入武昌商科大学（今武汉大学经济与管理学院的前身）预科学习:140并获奖学金:36。同年10月，担任豫皖青年学会事务部主任，兼会刊编辑。同年12月，任武昌商科大学安徽同学会会刊《皖光》编辑。
1925年春，陈绍禹参加了商大驱逐校长屈佩兰的运动。同年5月30日后，他在武汉参加支持上海五卅运动的行动，被推选为武昌学生联合会委员、湖北青年团体联合会执行委员兼宣传干事。同年9月，参加中国共产主义青年团。10月，经许凌青和张浩然介绍，参加中国共产党:857:140。由于国共合作，同年陈绍禹参加中国国民党，担任国民党湖北省党部宣传干事。

### 在苏联学习
1925年10月，经江苏省国民党党部秘书长姜长林从中斡旋:141，陈绍禹由中共湖北省党组织选派到莫斯科中山大学学习:95-96。同月28日，陈绍禹由上海启程:141。12月25日，抵达莫斯科，被编在中山大学第一班:32-33（即由俄语较好者组成的速成班，与张闻天、沈泽民、吴亮平、杨放之等为同学），很快得到该校副校长巴威尔·亚历山大洛维奇·米夫的赏识，并担任了党团支部小组长:857。1926年9月初，中山大学学生公社改选，陈绍禹当选为公社主席:142。1927年1月，陈绍禹以米夫翻译的身份，随同联共（布）中央政治局代表团访问中国，并陪同米夫经海参崴坐船，到了广州、上海，武汉等地:143。4月27日至5月9日，陈绍禹以米夫翻译的身份，参加了中国共产党第五次全国代表大会，会后在党中央宣传部任秘书，兼任党刊《向导》编辑:97-98，6月16日在武汉中共中央驻地参加米夫和陈独秀的谈话:46。
七一五事变爆发后，8月陈绍禹随米夫返回莫斯科，随后到特拉索夫卡向正在过暑假的中山大学学生报告了中国的情况。当时，中山大学学生在联共党内矛盾斗争下，分成了以俞秀松、董亦湘、周达文等人为首，支持代理校长拉古尔的“教务派”；以及以支部局为中心，支持党委书记西德尼可夫的“支部派”或“党委派”:143-144。陈绍禹返苏后，支持“支部派”以对抗“教务派”:48:99-101。之后以李剑如、余笃三为首的工人反对派，出面反对陈绍禹。但不久米夫被任命为校长，陈绍禹因此得到重用，成功控制了校支部局，并逐渐形成了以陈绍禹为首的团体，即“二十八个布尔什维克”:99-101:144。
1928年，孙冶方约董亦湘、俞秀松、周达文等人在他房中聚餐，中山大学学生公社主席王长熙向支部局通知此事。陈绍禹据此称这些学生是“江浙同乡会”，是为“反动组织”:858。向米夫建议由苏联国家政治保卫局调查，并向当时正在莫斯科的中共领导人向忠发作了汇报，十二名学生因此受到波及，被开除党籍、团籍，四人被逮捕:103-104。同年，东方共产主义劳动大学的中国班和军事速成班并入中山大学，中山大学改名为中国劳动者孙逸仙共产主义大学，陈绍禹在该校任翻译及联共党史教员。5月，陈绍禹为筹备中国共产党的第六次代表大会作翻译工作，并兼做共产国际交通局的中国交通工作。6月上中旬，在斯大林与中共负责人谈话时担任翻译:77。6月18日至7月11日，作为米夫的助手和翻译，陈绍禹参加了中共六大:109。

### 回国与上台
中共六大之后，中共驻共产国际的代表团团长瞿秋白继续留在莫斯科，在听取学生意见，并到学生中间调查后，认定中山大学不存在“江浙同乡会”:117-118。因此，瞿秋白与米夫、陈绍禹等人之间的矛盾开始产生并慢慢激化:117-118。1929年，斯大林在苏联发动清党，牵连到中山大学:78-85。同年4月，王明回国:105，任中共上海沪东区委宣传干事（当时沪东区委书记是何孟雄）；5月，后调中共中央宣传部任《红旗》报采访员；《劳动》三日刊的编辑。7月下旬，到沪东区委任宣传干事。10月中旬，到中共中央宣传部担任《红旗》通讯员:858。
1930年1月12日，陈绍禹因出席上海工联会在上海公共租界布置年关斗争的会议而被捕，被关押于提篮桥监狱。因未暴露身份，陈绍禹被捕时是工人打扮，巡捕房和监狱都没有发现他的身份；此外他买通了一个看守帮他送信，地址是中共秘密机关报《红旗》所在地。2月18日，陈绍禹获得释放。但泄露地址此事严重违背中共纪律，《红旗》报社被迫进行转移:69-70，陈绍禹因此被中共中央给予党内警告处分。1930年3月，陈绍禹担任中华全国总工会的全总党团秘书、《劳动》三日刊编辑。5月，兼作上海英界电汽车罢工委员会委员，编辑《罢工每日快报》:142。6月，返回中共中央宣传部任秘书。7月，陈绍禹与秦邦宪等对李立三在6月11日通过的决议案提出了反对意见，指责李立三是托洛斯基主义。李立三非常愤怒，向忠发因此立即宣布撤销了陈绍禹的中宣部秘书等全部职务；此外，中共决定给他留党察看六个月的处分；陈绍禹也随后向李立三写了悔过书。
8月中旬，陈绍禹被调出中央宣传部，下放到中共江苏省委宣传部任干事。9月24日，中共中央召开六届三中全会，陈绍禹表示拥护。11月13日，陈绍禹从夏曦等人那里得知，共产国际执行委员会十月给中共中央寄来一信，并发来了共产国际东方部向执委主席团写的《关于中国党三中全会与李立三错误的报告》，严厉斥责李立三的决议路线。陈绍禹因此也开始公开给中央政治局写信，反对李立三，并主张召开中共六届四中全会。11月底，抛出题为《两条路线》的小册子。在小册子中，陈绍禹不仅批判了立三路线，还从根本上否定了六届三中全会以后的中央，并要求撤换中央的领导:166-168。1930年11月23日，他与刚从龙华看守所释放的孟庆树结婚:64。同年12月，陈绍禹的老师、共产国际执委兼东方部部长米夫抵达中国。同月16日，在米夫的催促下，中共中央政治局发出了关于取消陈绍禹等人处分的决议:165。12月25日，陈绍禹被任命为中国共产党江南省委员会代理书记:859-860。

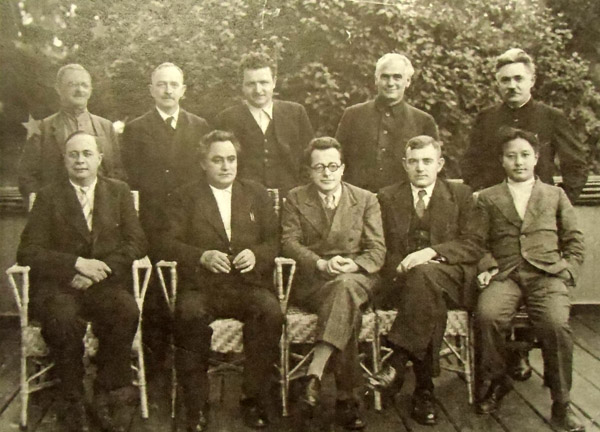
1935年8月，共产国际十执委在莫斯科郊外。左起前排：马蒂、季米特洛夫、陶里亚蒂、弗洛林、王明。后排：莫克文、库西宁、哥特瓦德、皮克、曼努伊尔斯基

1931年1月17日，中共六届四中全会在上海召开。米夫以远东局和中央政治局名义，提议陈绍禹担任中央政治局委员，并补选为中央委员:166-167。2月，开始成为中共中央政治局常委。向忠发虽然名义上仍是中共中央总书记，但中共实权已经由李立三转移到了陈绍禹。陈绍禹随后派遣张国焘、夏曦、曾洪易等人到各个中共红军根据地，并在之后产生了新一轮的肃反运动。根据中共官方后来的声称，从此在中共内部逐漸形成了一支以王明为代表的“教條主義”派系（也被称为“共产国际派”）；中共指出该派系的主要特点是把马克思主义教条化，把共产国际的指示和苏俄革命经验神圣化，忠实执行共产国际对中共的一切指示。同期的中共另一位领导人張國燾就曾在黨內刊物《實話》第十三期發表文章称“陳紹禹同志等是堅持執行國際和黨的路線的最好同志。”

### 担任驻共产国际代表
同年4月，由于顾顺章、向忠发相继被捕、进而叛变中共，陈绍禹无法在上海立足，转移到地下工作。10月18日，陈绍禹离开上海:37；11月7日，抵达苏联莫斯科:37。1931年11月10日，担任中国共产党驻共产国际代表:37，之后就以王明为名行事。博古出面主持临时中央政治局，担任中共中央代总书记，继续王明此前否定毛泽东等“建立根据地”、“农村包围城市”和“游击战争”等方针，并剥夺了毛泽东等人的军权:85-86。
1932年8月27日至9月15日，王明出席共产国际执委第十二次全会，于9月3日，担任大会主席，主持讨论库西宁和台尔曼的报告，当选共产国际执委委员，之后即开始以共产国际的名义遥控中共中央。1933年11月30日，共产国际执委第十三次全会上，被补选为共产国际执行委员会主席团委员，当选共产国际出席职工国际党团委员、共产国际执委的拉丁美洲书记处主任（至1936年）。然而随着第五次反围剿惨败，中共与中国工农红军开始进行长征。1935年的遵义会议上，张闻天取代博古总负责政治，会议也恢复了毛泽东的军事指挥权，王明在中共中央的势力开始迅速衰落，也为之后中共清算王明路线奠定了基础。
1935年7月，随着欧洲与中国战场上的变化，共产国际谋求建立反法西斯统一战线:860。王明开始主笔《八一宣言》草案，并在7月14日，中共驻共产国际代表团会议上，讨论通过了他起草《为抗日救国告全体同胞书》:288。8月1日，中共驻共产国际代表团以中国苏维埃中央政府和中国共产党中央委员会的名义，发布了此宣言，并在10月1日，首先刊登在法国巴黎的《救国报》上:860。

### 回国参加抗战

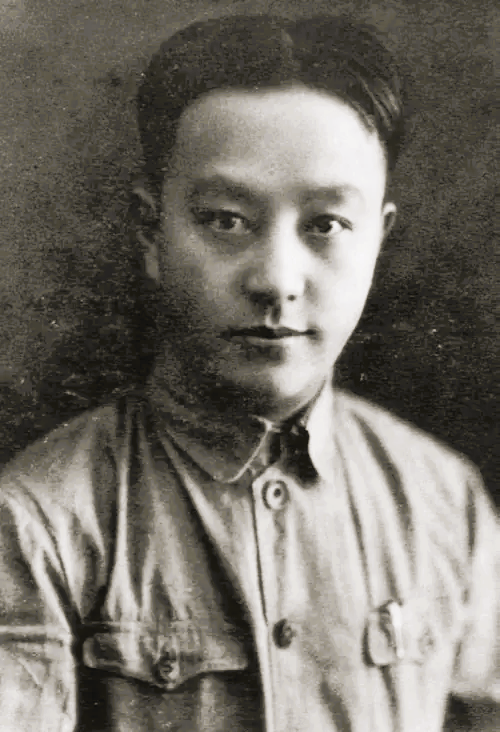
1938年的王明

1937年11月14日，王明离开莫斯科:37，11月29日飞机抵达延安:37。12月，王明出席中共中央政治局会议，作题为《如何继续全国抗战与争取抗战胜利呢？》的报告。王明在这次会议上被增补为中共中央书记处书记。12月18日，王明抵武汉，参与同蒋介石的谈判，但未能达成实质协议。不久，中共中央代表团和中共长江中央局合并，对外为中共代表团，对内为长江中央局，暂以王明为书记；他还兼任党报委员会主席:861-862。
1938年2月27日至3月1日召开的中共中央政治局会议上，王明作了《目前抗战形势与如何继续抗战和争取抗战胜利》的报告：但会议在毛泽东等人的坚持下，并没有形成决议。会议决定增补王明、陈云、康生为中共中央书记处书记:860。会议根据共产国际的意见，实行集体领导分工负责的原则，张闻天仍主持党务等日常工作，毛泽东负责军事，王明负责统一战线工作。会议决定由周恩来、王明、博古、叶剑英组成中共代表团，负责与国民党谈判。由于毛泽东为主的主张已经在全党获得大部分支持，王明只在局部地区一度产生过影响。

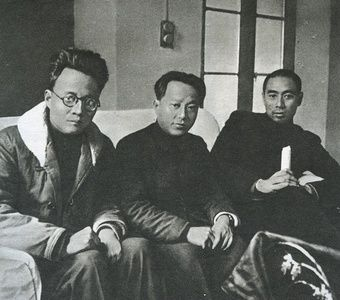
1938年秦邦宪、王明、周恩来在武汉中共中央长江局

会后，王明被分配到武汉，担任新成立的中共中央长江局书记。他到达武汉后，却未经中共中央同意的情况下发表与中共中央相左的意见，并擅自以毛泽东的名义发表谈话，他就在自己2月27日报告的基础上写了题为《仨月政治局会议的总结》的长篇文章，在党刊《群众》周刊第19期（1938年4月24日出版）上公开发表，把自己的观点当做政治局的意见加以宣扬。1938年5月，毛泽东在延安抗日战争研究会上发布《论持久战》演讲，驳斥当时舆论中的亡国论与速胜论。同年7月，中共中央指点长江局，要求在重庆《新华日报》刊登此演讲稿；王明则以“文章太长，不予刊登”为由回绝。王明在长江局的独断专行、不遵守纪律的行为以及在统一战线问题上过分退让的言论，引起毛泽东、张闻天等中央领导人的不安。3月中央政治局会议后，决定派任弼时去莫斯科，向共产国际汇报中国共产党的情况和抗日战争形势。6月11日，共产国际执委会主席团就中国革命问题作出决议，肯定抗战以来中共的政治路线是正确的。不久，任弼时接替王稼祥，担任中共驻共产国际代表团团长；王稼祥准备回国。

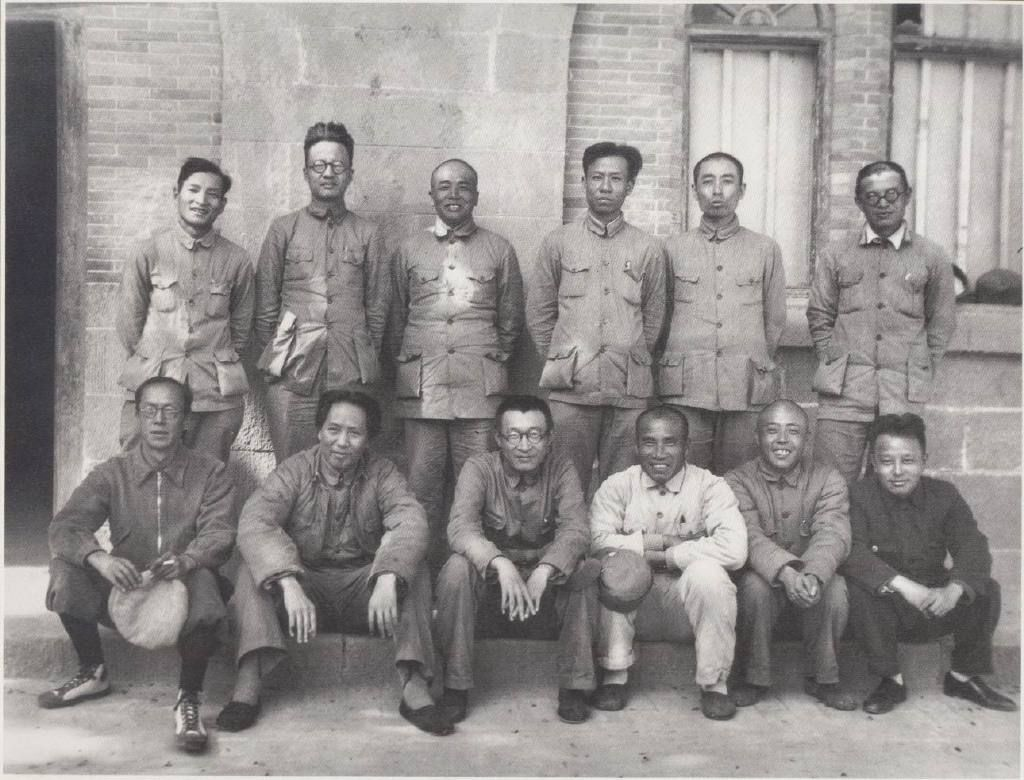
中共六届六中全会主席团成员合影。前排左起：康生、毛泽东、王稼祥、朱德、项英、王明，后排左起：陈云、博古、彭德怀、刘少奇、周恩来、张闻天

1938年9月29日至11月6日，中共六届六中全会在延安举行。会议开始后，王稼祥再次传达了季米特洛夫的赠言，后者要求王明对其行为道歉。毛泽东代表中央做《论新阶段》的政治报告，提出了“马克思主义中国化”的命题。会议批评了王明错误，确定了全党独立自主的领导抗日武装斗争的方针和政策。全会确定敌后抗战总的战略部署是“巩固华北，发展华中”。为此，全会决定撤销王明负责的长江局，设立中共中央南方局（书记周恩来）和中共中央中原局（书记刘少奇），东南分局改为中共中央东南局（书记仍为项英）；决定充实中共中央北方局，由朱德、彭德怀、杨尚昆组成常务委员会，书记杨尚昆。长江局的撤销，代表中共从组织上克服了王明的影响，王明也因此在中共中央失势，他被要求留在延安工作，担任中共中央统战部部长、中央妇女工作委员会主任等职。会议未开完，他去西安飞重庆，参加第一届国民参政会第二次会议:431。1940年1月初，王明担任陕甘宁边区文化协会执行委员。2月20日，当选延安各界宪政促进会名誉主席团成员、理事。5月3日，王明在泽东青年干部学校开学典礼上作《学习毛泽东》的讲话:461-463。同年冬，中共中央书记处开始组织编纂党的历史文献集《六大以来》，为整风运动做准备:15。1941年1月，主持召开中央妇委的保育工作会议。但2月初，中共中央决定停办《中国妇女》杂志，遭到王明反对:473。9月1日，之前他负责的延安女子大学也被撤销，后者与陕北公学、青年干校，合并为延安大学:480。

### 延安整风与失势
在延安整风运动中，以王明为代表的“共产国际派”成为了最主要的批判和教育对象。1941年9月10日到10月22日，中央政治局在延安召开扩大会议，讨论反对主观主义与宗派主义问题，以及中共党史特别是土地革命战争时期的历史问题:482。会上批评了王明的历史和现实的错误路线。王明不承认错误，坚持六届四中全会路线是正确的。1941年10月3日晚上，共产国际书记季米特洛夫来电，向中共中央提出的十五个问题，包括：在法西斯德国猖狂进攻苏联莫斯科危殆的情况下，中共准备采取什么措施以在中国战场上积极军事打击日本，使日本不可能开辟法西斯轴心进犯苏联的第二战场等。当晚毛泽东找王明沟通此事，但双方剑拔弩张，争吵不息。此后两人作了几次谈话，王明坚持自己对于统一战线、中共中央长江局的观点；毛泽东则表示极为反对:38。1941年10月8日书记处会议上，王明主张：在国共关系问题上坚持认为一切依靠国民党，反帝反封建要有主有次、要把反帝反封建加以区别。关于统一战线问题，应该组建共同的抗日政权，共同的抗日军队:489。毛泽东因此和王明展开论争，王明逐条进行反驳或者解释，最后对自己的结论是：“路线是对的，个别问题有错误。”毛泽东在会议结束时宣布：“准备在政治局会议上。对六中全会以前即武汉时期（王明）的错误及对目前政治问题的意见，在政治局会议上说明。”:491-492
1941年10月8日，王明开始出现胃出血，之后病情加重:39。10月12日，王明宣布生病，不能参加政治局会议:492。10月13日，任弼时代表中央去看望王明与他谈话；10月14日，中组部副部长李富春和傅连暲参加医生复诊，医生提出休息三个月:38，并送到延安中央医院，由金茂岳担任主治医生:39。王明提出：休息时不参加书记处工作会议，只参加政治局会议:494。从此，王明以生病为由，不参加中央的会议与工作，不参加延安整风运动。1941年10月下旬至1942年8月13日，王明在延安中央医院住院治疗扁桃腺发炎引发心脏肥大和杂音以及吃磺胺药治扁桃腺发炎引发黄疸肝炎，王明在回忆录中主张，这是毛泽东为了迫害王明而故意下含汞药物中毒导致:39；但中共中央专门成立调查委员会调查后，认定是因为使用了药物甘汞导致的医疗技术事故。
1943年1月8日，两名苏联的军事记者看望王明，王明请求使用苏联电台向共产国际报告，声明毛泽东的整风运动是反对列宁主义和苏联，并请求苏联派飞机接其到莫斯科治病:40。1943年3月，由毛泽东、刘少奇、任弼时三人组成新的中共中央书记处，王明被解除书记处书记、南方工作委员会主任等职位:520，但仍保留中央政治局委员与中共中央统战部部长职位。1943年5月，共产国际宣布解散。同年7月30日，对王明的会诊结束，认为金茂岳开具的甘汞药物，使得王明出现汞中毒:42。12月28日，中共中央政治局给各中央局、分局、各区党委发出《关于研究王明、博古宗派机会主义路线错误的指示》电文，开始对王明历年观点进行整风批斗。
1945年4月20日，中共中央扩大六届七中全会作出了《关于若干历史问题的决议》，正式宣布王明“左”倾路线的错误。当天，王明给中共中央六届七中全会写信，表示同意和“完全服从”、“完全同意和拥护”:578-582。6月，王明在中国共产党第七次全国代表大会上，落选中央政治局委员，只是当选中央委员，得321票，在44名中央委员中排行倒数第二（倒数第一是博古）:591。12月，担任中央政治研究室主任:594。
1946年6月，中共中央书记处批准在边区宪法研究会基础上成立中央法律问题研究委员会，由谢觉哉为主任委员，王明为副主任委员。1947年1月，成立中央法律委员会，王明任宪法组组长。1947年3月，胡宗南部国军进攻延安，随中共中央后委转移至晋绥边区，与谢觉哉、吴玉章、陈瑾昆、蔡畅等中央法律委员会成员驻山西省临县甘泉村。1948年12月12日，中共中央书记处会议通过《关于中央法律委员会任务与组织的决定》，指出中央法律委员会为在中央书记处领导下，协助中央研究与处理有关全国立法与司法问题之工作机关，由陈绍禹为主任。谢觉哉为副主任。
1949年3月7日，王明在中共七届二中全会上发言，颂扬了毛泽东的贡献，但对自己的过往一笔带过:616-617。

### 中华人民共和国成立后

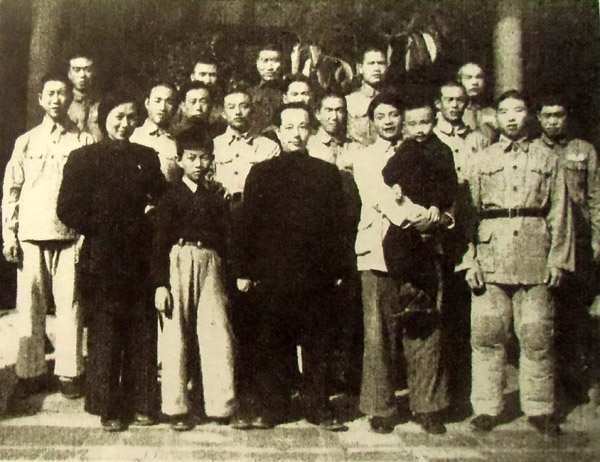
1950年10月，王明夫妇偕二子赴苏联，身边工作人员护送至边境

1949年6月，中国新政治学研究会筹备委员会成立，王明担任副主席并兼任筹委会主任。同年7月，王明参加中华全国社会科学工作者代表会议筹委会；同年9月21日至9月30日，王明出席在北平举行的中国人民政治协商会议第一届全体会议，当选中国人民政治协商会议第一届全国委员会委员。10月5日，王明当选为中苏友好协会总会理事会理事。10月19日，被任命为中央人民政府政务院法制委员会副主任委员、主任委员、最高人民法院委员。
王明担任政务院法制委员会主任委员时，主持制定了《中华人民共和国婚姻法》等法律；并于1950年4月13日，在中央人民政府委员会第七次会议上作关于中华人民共和国婚姻法草案的报告。同年6月参加中共七届三中全会，会议在6月9日通过《关于王明同志的决定》，要求王明对其错误反省。10月25日，王明赴莫斯科治病养病，11月抵达莫斯科:283，直到1953年12月9日返回中国:51。1954年4月8日，旧病复发后，没有再重新工作。1954年9月，第一届全国人民代表大会召开后，撤销法制委员会，此后王明在中华人民共和国政府内便再没有任何职务。1955年，由于病情恶化，王明再次住进北京医院:52。1956年1月30日，王明去苏联治病，此后再也没有返回中国。

### 晚年
1956年8月30日，毛泽东在八大预备会议第一次全体大会上作《增强党的团结，继承党的传统》讲话，谈到中央委员会的选举问题时，选王明等有代表性的犯有错误的同志为中央委员；然而王观澜、傅连暲等代表对王明既不回国参加大会又不认错的态度表示强烈不满:244-245。经过中共中央动员，王明连任中国共产党第八届中央委员会委员（得票排名倒数第一）；但他已经赴苏联治病，之后也未曾参加任何一次会议。1957年毛泽东访问苏联时，派随团的中共中央办公厅副主任赖祖烈和黄树则去拜望王明，王明虽然盛情招待，但表示已不愿再回国了:399。
文化大革命爆发后，此前负责给王明寄送钱财的秘书田书元被撤职:407。数十万字的《王明反革命言论集》也开始编印成册，并出现口号“机会主义头子、苏修代理人、大叛徒”的帽子。王明在国内受到了深入揭批，成了反面典型；王明在国内的家属受到株连:400-406，中共中央也和他逐渐断掉联系:407。但是，中共中央却对他再无作出任何决议，也没有开除他的中国共产党党籍。
1969年，王明撰写《关于中国革命》一书。1971年，王明身患重病，抱病陆续完成回忆录，作为自己与毛泽东40年来恩恩怨怨的一个交代:282。1974年3月23日，他将自己撰写的文章整理成《中国共产党五十年和毛泽东的叛徒行径》（中译本为《中共50年》）发表。四天后的3月27日，王明病逝於莫斯科，终年69岁。苏联以“共产国际的老朋友”的名义将其安葬在莫斯科郊外的新圣母公墓。

## 政治主张

### 共产国际与中共关系
王明有良好的俄语基础与哲学理论水平，长期与共产国际与苏共关系密切。因此他的很多观点及经验都是基于苏联的经验而得出的。1925年，格里戈里·叶夫谢耶维奇·季诺维也夫提出第三时期理论，并在1928年7月共产国际第六次代表大会上提出，主张当时是资本主义总危机集聚发展的时期，并错误地估计了中国革命的形势:29。王明等因此确立了“在中国打倒民族资产阶级:26，通过武装暴动夺取全国胜利，建立苏维埃形式的工农政权”的方针，作为指导中国革命的大前提。此主张对于中国工农红军的后期作战构成严重误导，造成第五次反围剿失败和红军被迫转移的严重后果。。

### 国共关系
王明重视抗日民族统一战线，主张以“抗日”、“降日”划分敌友，在军事部署上主张“一切经过统一战线”。他主张建立全国“统一的国防军，要统一指挥，统一纪律，统一武装，统一供给，统一作战计划”:862，“由蒋介石统一指挥”。在群众运动和群众组织问题上，他主张到国民政府去登记、立案，取得合法和统一。在军事战略上，反对游击战，主张正规战。在1938年2月27日至3月1日召开的中共中央政治局会议上，王明作了《目前抗战形势与如何继续抗战和争取抗战胜利》的报告，重点阐述这些观点。但王明在长江局的独断专行、不遵守纪律的行为以及在统一战线问题上的言论，遭到毛泽东、张闻天等反对，并因此在六届六中全会上，撤销了王明负责的中共中央长江局。

### 反对毛泽东思想
王明在《中国共产党五十年和毛泽东的叛徒行径》（中译名为《中共五十年》）一书中称，“毛泽东思想不是马克思列宁主义思想”，毛泽东思想是“反科学的、反革命的”“反动的”，“在‘尊王攘夷’上表现出来的孔子学说的落后方面，是‘毛泽东思想’的重要的思想来源和组成部分”，“毛泽东思想同列宁主义之间存在着原则分歧”，“在不久的将来，中国共产党和中国人民必将永远把九大和十大通过的党章，连同毛泽东思想一起抛进历史的垃圾堆，战无不胜的马克思列宁主义将永远在中国土地上取得胜利”。

## 评价
王明去世后，3月28日，苏联《真理报》刊登王明去世消息，并登一照片和《追悼王明同志》的文章。苏共中央对其评价是“国际共运老战士，中国共产党的著名活动家”，“在筹备共产国际第七次代表大会期间以及在大会以后，王明对制定中国抗日统一战线纲领作出了重大贡献”，“王明是苏联的老朋友，苏中两国人民的友好和合作的积极捍卫者”，“形象将铭记苏联人民的心中”。孟庆树称，王明一生挚爱苏联。:720
但中国共产党对王明一直持否定态度，特别是在毛泽东时代。王明多被認爲教条主义者、机会主义者。毛泽东评价王明“对自己的事考虑得太少了，对别人的事却操心得太多了”。中國共產黨廣泛認爲，王明在1931年1月到1935年1月期间奉行的「左倾冒险主义」，爲中共的革命事业造成损失。《中國通史》認爲，王明“在政治上，混淆民主革命和社会主义革命的界限，一切斗争，否认联合”，“在军事上，先是推行冒险主义，后来又变为保守主义和逃跑主义”，“在组织上，实行宗派主义”。:859王明在1937年到1940年期间对国民党的策略，被認爲是“右倾投降主义錯誤”，片面强调“一切依靠统一战线，一切为了统一战线”，忽视了对群众的积极发动和中共的独立自主性。由于王明在中共党内评价較低，改革开放后的拨乱反正中，尽管中共对历年人物事件进行重新判定，却无人为王明翻案。
在中国共产党党外，对王明的评价也并不高。1977年11月16日，梁漱溟在《一个英雄两个恶人》中，对王明评价极低，“陈绍禹为斯大林主持的第三国际内中国党的代表，其在党内权势高，气焰凌人。我初遇之于武汉，当时他对蒋记国民党的态度忽左忽右，传为笑柄。嗣以政府退守重庆，彼此又聚晤于国民参政会。中共在参政会上所提议案由中共诸参政员一同列名，以陈绍禹之名居首，且由他发言做说明。……陈虽气盛而身躯则短，在参政会场发言，有时或纵身跳跃起来。1946年3月我第二次造访延安时，陈忽来招待处看我，面容消瘦，意兴不佳，自云一场大病初愈。据传说陈遭受党内群众大会斗争也。……陈是否有张国焘那样许多罪恶行为，我不知道，第以其见恶于人者颇深，即以归属于恶人耳。”

## 著作
- 《王明选集》五卷本，本庄比佐子编，日本东京汲古书院，1970年至1975年陆续出版
- 《中国共产党五十年和毛泽东的叛徒行径》，苏联国家政治书籍出版社，1975年出版
  - 《中共五十年》，现代史料编刊社1981年内部翻译出版，東方出版社以內部書（現代稀見史料書系）2004年3月再版[86]
  - 《王明回忆录》，香港哈耶出版社，2009年
- 《王明诗歌选集（1913—1974）》，苏联进步出版社，1979年[11]:770-771
- 《王明言论选辑》，人民出版社1982年，选录1928年1938年主要文章26篇
- 《王明全集》四卷，苏联科学院远东研究所，1984-1985年出版一至三卷

## 家庭

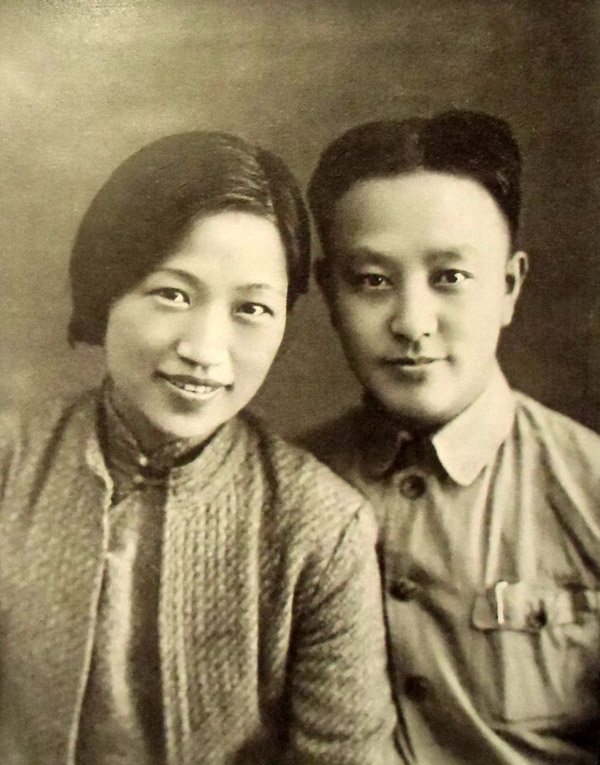
1938年王明孟庆树夫妇在湖北汉口

王明其父陈嘉渭，字炳森，号聘之，早年自做自卖酱醋，后与人合资开办行店，经营竹木。1929年5月，参加了中共领导的金寨地区立夏起义，并被任命为六安六区赤色互经会主任。红军离开鄂豫皖根据地后，他在家乡以教书为生:5。1957年5月11日去世。死时王明在苏联没有回国治丧，由国家机关事务局办理，安葬于八宝山革命公墓:400。文化大革命期间，陈嘉渭墓碑被砸，后重修:402-403。王明生母喻幼华，曾任女子学校校长:857:5，1930年病故。两人生有二男三女，王明为长子，有一姐二妹一弟:137-138。王明继母为黄莲舫:138，文化大革命爆发后，周恩来派国务院机关事务管理局两人亲自护送她回安徽:404，1970年去世:406。
- 姐姐陈先民，20岁时因病早逝[5]:137-138。
- 妹妹陈觉民，1929年加入了中国共产党[5]:137-138。1933年，与鄂豫皖革命根据地列宁小学校长汪惠生结婚，有女儿汪向荣[4]:6-7。
- 妹妹陈映民，又名王营，早年随丈夫吕绍文参加革命[33]:30-31，1931年加入了中国共产党[5]:137-138。文化大革命期间受到株连[4]:406。
- 弟弟陈绍炜，又名甘宁，参加第一次国共内战[5]:137-138，文化大革命期间饱受酷刑，险些丧命[4]:406。

王明妻子孟庆树，两人感情和睦，育有两子一女。1983年9月5日，孟庆树于莫斯科去世:277，葬于新圣母公墓。
- 长女王（陈）芳妮，俄文名季米特洛娃·法尼娘·格奥尔基拓夫娜，1932年1月18日生于莫斯科。1937年父母回国后，由共产国际总书记格奥尔基·季米特洛夫抚养，从未到过中国。1985年1月27日去世[88]。
- 长子王（陈）丹芝，1939年生于延安，2023年10月逝於莫斯科[89]。随父母赴苏，后加入苏联国籍[88]。
- 次子王（陈）丹丁，1945年10月2日生于延安。随父母赴苏，后加入苏联国籍[88]。

## 相关
- 王明右倾投降主义
- 中华苏维埃共和国
- 两个中国
- 二十八个半布尔什维克
- 中共中央代总书记

## 延伸阅读
- 《關於若干歷史問題的決議》中共中央委员会，1945年
- 《中共黨史人物研究的最新進展》劉晶芳、劉振清報導，北京日報2006年6月26日
- 《晚年周恩來》第一章，高文謙著，明鏡出版社2003年4月初版，ISBN 1-932138-07-2

| 中国共产党职务         | 中国共产党职务                                        | 中国共产党职务                                      |
| ---------------------- | ----------------------------------------------------- | --------------------------------------------------- |
| 新頭銜                 | 中共中央代理总书记 1931年6月－？                      | 空缺下一位持有相同頭銜者：刘少奇 為中共中央代理主席 |
| 新頭銜                 | 中共中央统一战线工作部部长 1942年－1947年             | 繼任： 李维汉                                       |
| 中華人民共和國政府职务 |                                                       |                                                     |
| 新頭銜                 | 中央人民政府法制委员会主任委员 1949年11月－1954年11月 | 机构撤销                                            |